# 末崎正展
末崎正展（すえざき まさのぶ、1963年 - ）は、日本の音楽プロデューサー、レコーディングディレクター、作詞家（筆名: Shizuma）
福岡県八女市出身。関西大学経済学部卒業。関西大学の人物一覧）

## 略歴
1987年キティ・エンタープライズ（現：ユニバーサルミュージック）入社。
2010年4月1日よりユニバーサルミュージックストラテジック マーケティングジャパン邦楽企画編成部部長・音楽プロデューサー・作詞家・作曲家。
25年に渡るユニバーサル在籍時、安全地帯・加藤登紀子・稲垣潤一・来生たかお・ビリー・バンバン（iichikoCMソング）等、レコーディング・ディレクター、プロデューサーとして計120枚近くのアルバム制作に携わる。
2007年・2009年「ブラバン!甲子園」「男と女／稲垣潤一」で日本レコード大賞企画賞2度受賞。
プロデュース代表作品「また君に恋してる」（2010年JASRAC賞銅賞作品）。
2012年独立以降も30枚近いアルバムを制作。
現在は、音楽サブスクリプション・マーケットの中、世界に日本の音楽を届けるため後進の育成プロデュース業務と同時に、音楽プロデューサー・作詞・作曲家shizuma として活動、音楽プロジェクトshizuma project でも活動。メキシコ、アルゼンチンを中心に世界70ヵ国で評価を受ける。

## プロデュース関連作品
「ブラバン!甲子園」‐オリコン最高位8位、2007年第49回日本レコード大賞企画賞受賞作品、日本ゴールドディスク大賞クラシック・オブ・ザ・イヤー受賞作品
「男と女」「男と女2」（稲垣潤一）‐2009年第51回日本レコード大賞企画賞受賞作品
「男と女3」（稲垣潤一）‐2010年9月29日リリース、オリコン最高位5位
「また君に恋してる」（ビリー・バンバン）‐2007年リリース、オリコン最高位72位、2010年度JASRAC賞銅賞受賞作品
「安全地帯XI ☆Starts☆「またね…。」（安全地帯）‐オリコン最高位3位
「安全地帯 Hits」（安全地帯）‐オリコン最高位14位
「安全地帯XII」（安全地帯）‐オリコン最高位10位
「安全地帯XIII JUNK」（安全地帯）‐オリコン最高位18位
「アイのうた」（オムニバス）‐オリコン最高位6位、2008年間コンピレーションアルバム1位、プラチナ認定作品
「アイのうた2」（オムニバス）オリコン最高位3位、2009年間コンピレーションアルバム1位
「脳漿炸裂ガール」（オムニバス）
「ハープが奏でる幻想のケルト・アイリッシュミュージック」（斎藤葉）「ソロベスト」（中村由利子）「うたばうたゆん」他（朝崎郁恵）「夢歌詩」「邂逅」他（小椋佳）「回想録 〜calling 90’s〜」（井上昌己）
「TWIN GUITAR」 （ワタユタケ）
「TWIN GUITAR2」（ワタユタケ）
「TWIN GUITAR3～cosmic balloon～」（ワタユタケ）
「喜びあふれる」
（スギモト☆ファミリー&The Best Friends）（鈴木瑛美子）
「千年花火」「恋花火」（福田八直幸）
「あなたと出逢えて幸せでした...これからも」（本間愛花）「星と夢のカケラ」（Nanao）【開運!なんでも鑑定団エンディング・テーマ】
「晩夏光」（海蔵亮太）【 日本テレビ系「DayDay.」10月エンディングテーマ】

## レコーディング・ディレクター作品
「まほろば」「天空のオリオン」「静かな地球の上で」「イアイライケレ」「オカリナ・エチュード シリーズ」他（宗次郎）
自然音シリーズVOICE OF THE EARTH ’ISLAND’「生命の島、屋久島」「楽園の島、タヒチ」他
「for peace」「シャントゥーズTOKIKO」シリーズ（加藤登紀子）
「夢のあとさき」（来生たかお）
「One Week」（さくらももこ・来生たかお）
（楠瀬誠志郎）、（白鳥英美子）、（西寺実）、他多数。